# Маэл Умай мак Баэтайн
Маэл Умай мак Баэтайн (др.‑ирл. Máel Umai mac Báetáin; умер в 608 или 610) — раннесредневековый ирландский военачальник, герой ирландских и валлийских преданий.

## Биография

### Происхождение
Маэл Умай был сыном Баэтана мак Муйрхертайга и братом Колмана Вычислителя. И отец, и брат Маэл Умая владели титулом верховный король Ирландии: первый в 569—572 годах, второй — в 598—604 годах. Род, к которому принадлежал Маэл Умай, назывался Кенел Эогайн. Его представители правили королевством Айлех, находившимся на севере Ирландии.

### Свидетельства анналов и хроник
Первое свидетельство о Маэл Умае мак Баэтайне в средневековых исторических источниках связано с его военной деятельностью в начале VII века. В ирландских и британских анналах и хрониках сообщается об участии Маэл Умая в 603 году в сражении при Дегсастане, в котором войско скоттов и бриттов во главе с королём Дал Риады Айданом потерпело поражение от войска короля Берниции Этельфрита. В этом сражении Маэл Умай сражался на стороне короля Айдана и убил брата берницийского короля. Беда Достопочтенный в своей «Церковной истории народа англов» называет убитого Теодбальдом и упоминает, что тот пал вместе со всей своей дружиной; в ирландских же анналах утверждается, что убитого Маэл Умаем брата короля Этельфрита звали Энфрит. По мнению современных историков, оценивающих общую численность войска Айдана в более чем 2000 воинов, под командованием Маэл Умая находился большой отряд его земляков-ирландцев. Предполагается, что возглавленная Маэл Умаем атака ирландцев на один из флангов войска англов была успешной, и только полный разгром центра далриадского войска, где находился король Айдан, позволила берницийцам одержать победу. В одном из средневековых источников ошибочно сообщается о том, что и сам Маэл Умай пал на поле боя, однако, в действительности, он сумел спастись бегством.
Второе свидетельство о Маэл Умае мак Баэтайне в ирландских анналах — сообщение о его смерти. Это событие датируется или 608, или 610 годом.

### В ирландских и валлийских преданиях
Маэл Умай мак Баэтайн — герой не дошедшей до нашего времени ирландской саги «Приключения Маэл Умая» (др.‑ирл. Echtra Máel Uma meic Báetáin). О её существовании известно только из упоминания о ней в одной из средневековых рукописей. Современный английский историк П. Мак Кэна отмечает, что в этой рукописи сага о Маэл Умае находилась рядом с рассказами, повествовавшими о деятельности короля Дал Риады Айдана и вождя племени круитни Монгана мак Фиахная — реальных исторических лиц начала VII века, ставших персонажами кельтских преданий. Все эти три персоны были вовлечены в события, происходившие в северной части Британии. Сага о Маэл Умае была известна и в Уэльсе: предполагается, что благодаря этому он упоминается среди героев предания «Килух и Олвен», в котором фигурирует как «Мэлвис, сын Бедана» (валл. Maelwys mab Baedan).
В средневековых ирландских генеалогиях Маэл Умай мак Баэтайн упоминается с эпитетами «жестокий» и «военачальник». Вероятно, известность Маэл Умаю среди жителей Ирландии и Британии принесла именно его военная деятельность, поставившая его в один ряд с легендарными героями-воинами ульстерского цикла и валлийских преданий.